# Andreas Izquierdo

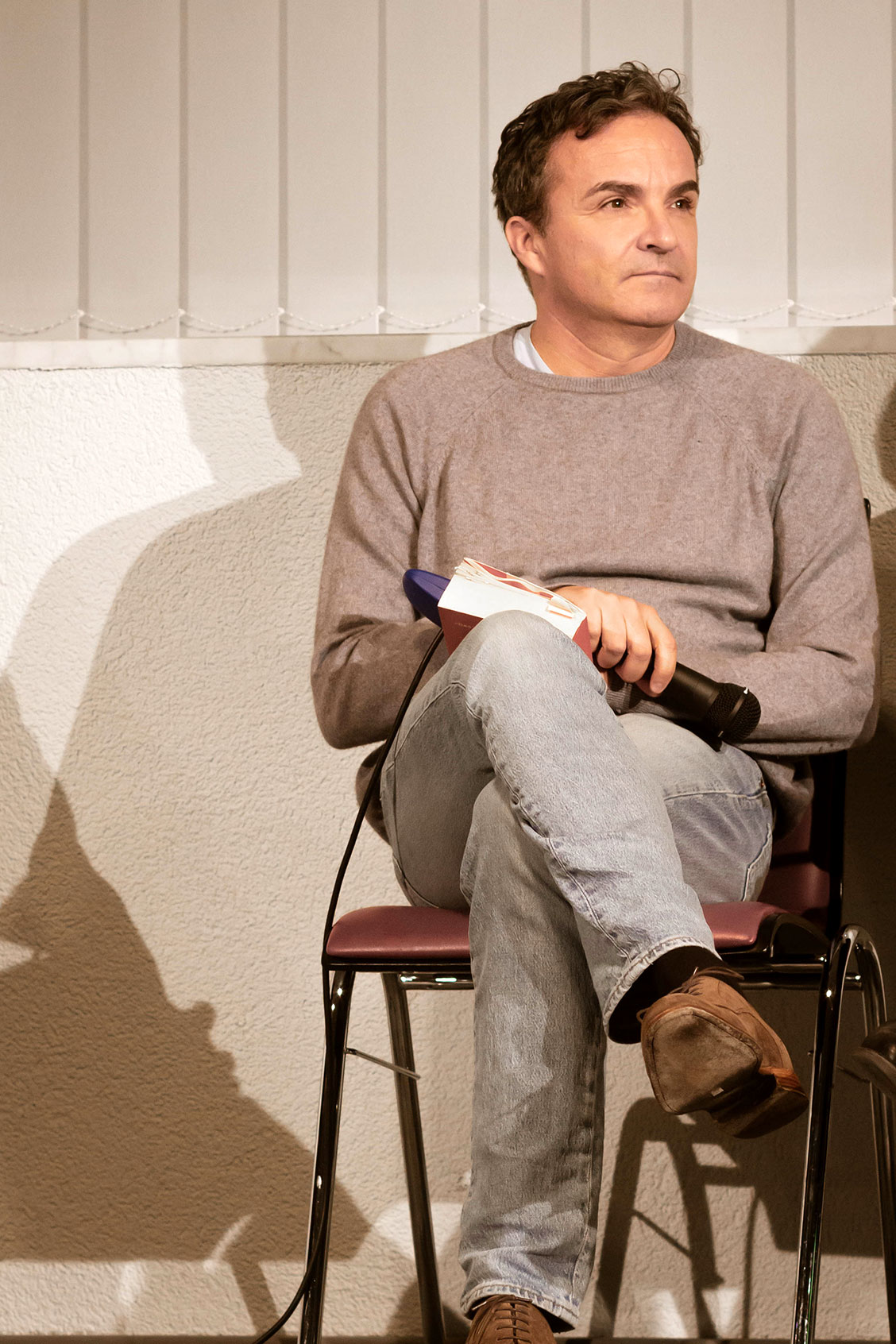
Andreas Izquierdo am 21. Januar 2020 in der Zentralbibliothek Düsseldorf

Andreas Izquierdo (* 9. August 1968 in Euskirchen) ist ein deutscher Schriftsteller.

## Leben
Izquierdo wuchs in Iversheim auf und ging in Bad Münstereifel zur Schule. Nach dem Abitur sammelte er erste Erfahrungen in den Massenmedien – bei Zeitungen und Rundfunk –, die durch einen Preis bei einem bundesweiten Wettbewerb für Nachwuchsjournalisten gekrönt wurden.
1995 veröffentlichte er mit Der Saumord seinen ersten Kriminalroman mit dem Protagonisten Jupp Schmitz, Lokalreporter in dem Eifeldorf Dörresheim. Neben seinen Eifelkrimis schrieb Izquierdo verschiedene Sitcom- und Seriendrehbücher für RTL, Sat.1 und den WDR (dabei auch einige Folgen für die Fernsehserie Alarm für Cobra 11 – Die Autobahnpolizei) und veröffentlichte im Internet die Kriminalpersiflage „Geraldine & Phillis“.

## Werke

### Monographien
- Dartpilots. Reiseroman. Kölnisch-Preußische Lektoratsanstalt, Köln, 2007, ISBN 978-3-86789-015-1.
- König von Albanien. Roman. Rotbuch Verlag, Berlin 2007, ISBN 978-3-86789-015-1.
- Apocalypsia. Roman. Rotbuch Verlag, Berlin 2010, ISBN 978-3-86789-108-0.
- Das Glücksbüro. Roman. DuMont Buchverlag, Köln 2013, ISBN 978-3-8321-6225-2.
- Der Club der Traumtänzer. Roman. DuMont Buchverlag, Köln 2014, ISBN 978-3-8321-6263-4.
- Romeo und Romy. Roman. Suhrkamp/Insel Verlag, Berlin 2017, ISBN 978-3-458-36275-3.
- Fräulein Hedy träumt vom Fliegen. Suhrkamp/Insel Verlag, Berlin 2018, ISBN 978-3-458-36309-5.
- Schatten der Welt. Historischer Roman. Band 1. DuMont Buchverlag, Köln 2020, ISBN 978-3-8321-7025-7.
- Revolution der Träume. Historischer Roman. Band 2. DuMont Buchverlag, Köln 2021, ISBN 978-3-8321-7116-2.
- Labyrinth der Freiheit. Historischer Roman. Band 3. DuMont Buchverlag, Köln 2022, ISBN 978-3-8321-6591-8.
- Kein guter Mann. DuMont Buchverlag, Köln 2023, ISBN 978-3-8321-6817-9.

### Jupp Schmitz-Reihe
- Der Saumord. Kriminalroman. Grafit-Verlag, Dortmund 1995, ISBN 3-89425-054-2.
- Das Doppeldings. Kriminalroman. Grafit-Verlag, Dortmund 1996, ISBN 3-89425-060-7.
- Jede Menge Seife. Kriminalroman. Grafit-Verlag, Dortmund 1997, ISBN 3-89425-072-0.
- Schlaflos in Dörresheim. Kriminalroman. Grafit-Verlag, Dortmund 2000, ISBN 3-89425-243-X.

### Kurzgeschichten
- In Schleusen. In: Angela Eßer (Hrsg.): Tatort Deutsche Weinstraße. Kriminalstorys. Grafit-Verlag, Dortmund 2007, ISBN 978-3-89425-329-5.
- Der Mann, der Lukas Podolski das Leben rettete. In: Horst Eckert u. a.: Blutgrätsche. Grafit-Verlag, Dortmund 2006, ISBN 3-89425-314-2.
- Reloaded. In: Uli Aechtner u. a.: Fichten, Fälle, Fahnder. Kurzkrimis aus dem Sauerland. Podszun-Verlag, Brilon 2005, ISBN 3-86133-382-1.
- Tempo Rubato. In: Dietrich Schwanitz u. a.: Mord im Audimax. Die blutigsten Unis, die gemeinsten Professoren, die bösesten Studenten; Stories. Rowohlt, Reinbek 1998, ISBN 3-499-43326-5.